# قایق تندروی باگ‌هامار

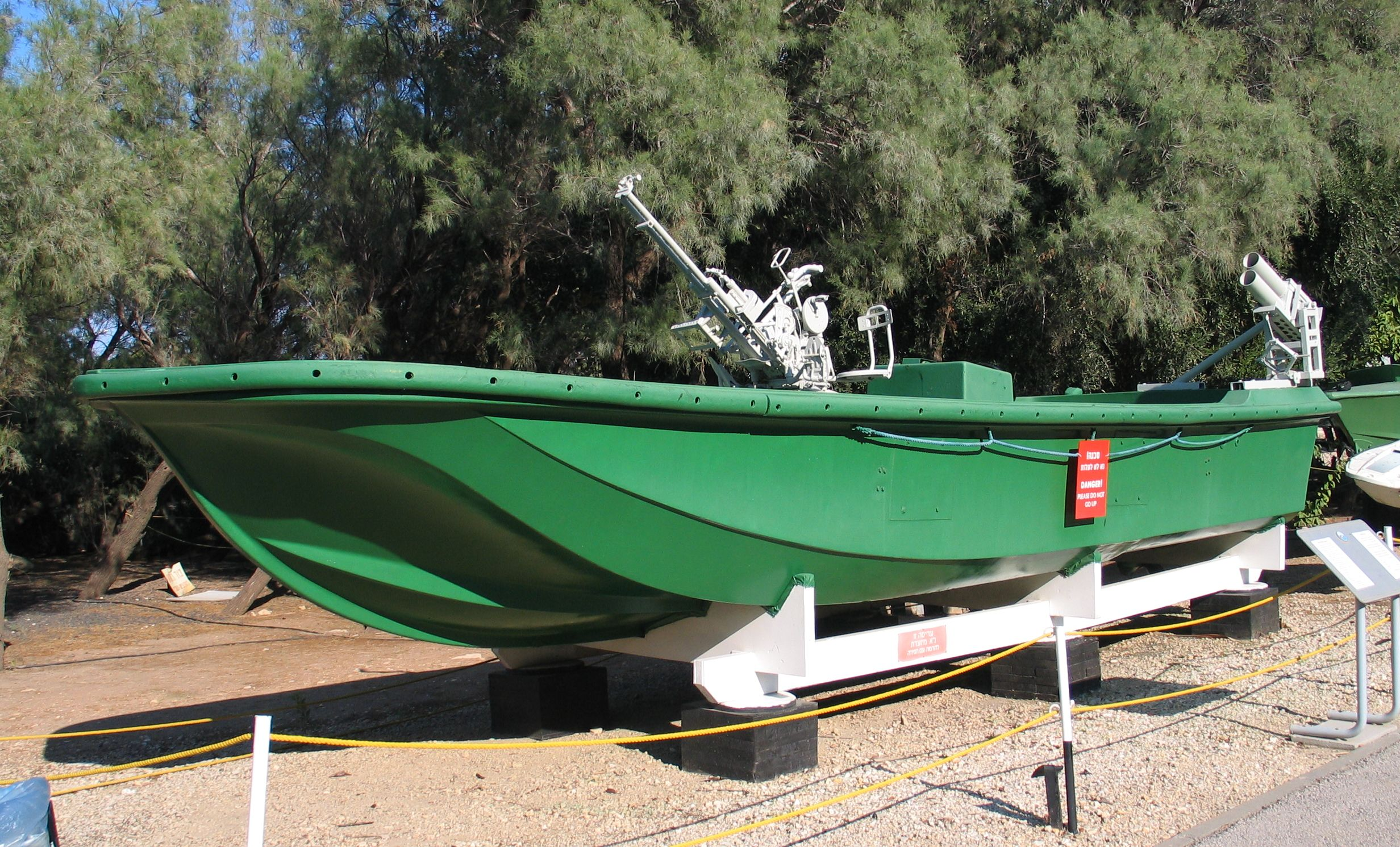

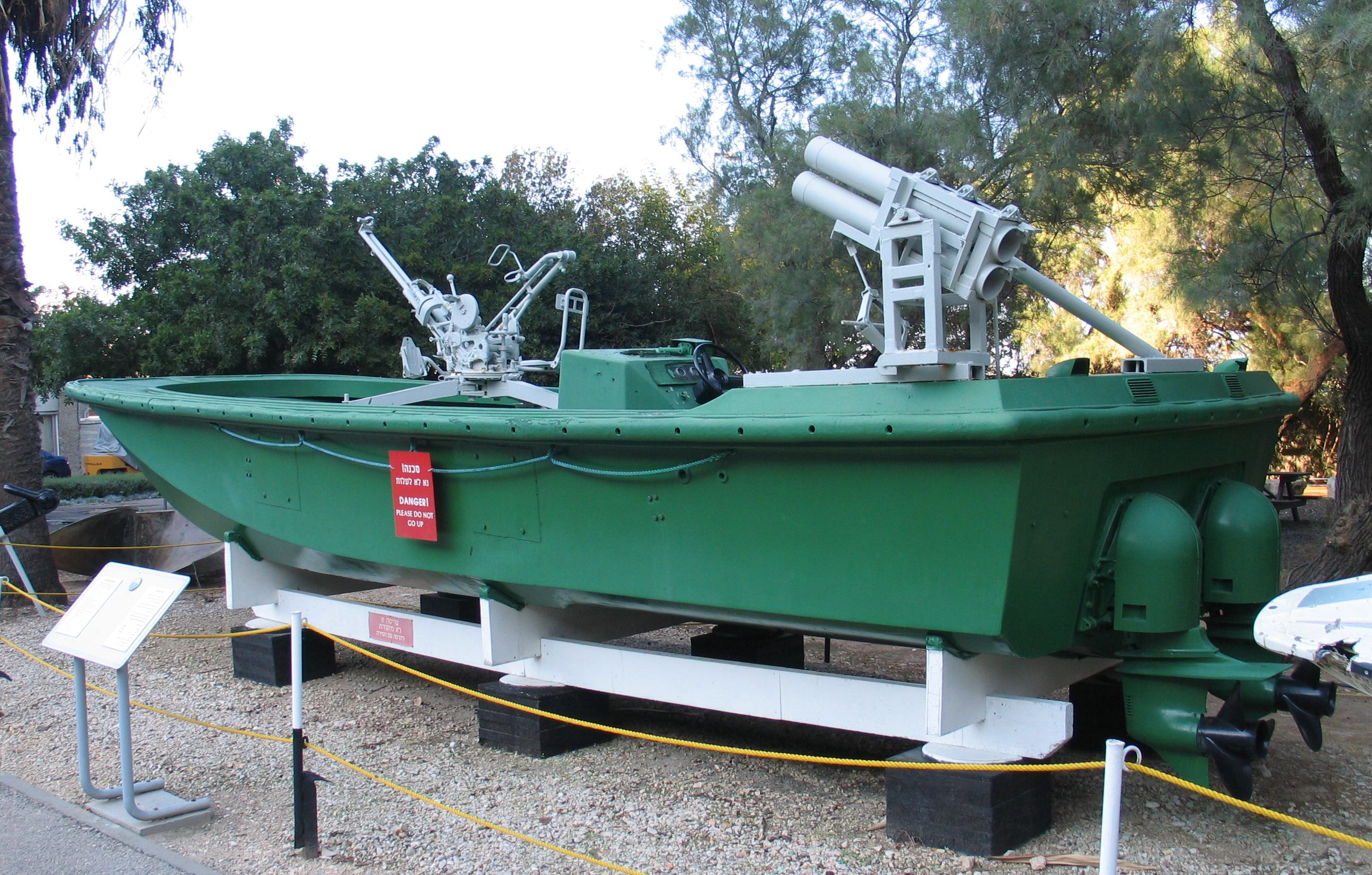
دو نما از قایق تندرو بوگ‌هامار تغییر کاربری شده برای حمله تروریستی در ۵ مه ۱۹۹۰

بوگ‌هامار (به سوئدی: Boghammar) یک قایق تندروی گشتی است که توسط کمپانی سوئدی بوگ‌هامار (به سوئدی: Boghmmar Marin AB) جهت استفاده در مصارف گشت ساحلی ساخته شده‌است.
واژه بوگ‌هامار به معنی واحد دریایی جنگی که به سرعت ساخته می‌شود است. عموماً در جنگ نامنظم مورد استفاده قرار می‌گیرد یا به عنوان وسیله مورد استفاده مردم عادی بکار می‌رود.
در حقیقت قایق تندرو یا قایق گشتی تندرویی (توسط پلیس برای گشت در بندر یا رودخانه مورد استفاده قرار می‌گیرد) است که بر روی آن توپ بدون لگد، راکت‌انداز، مسلسل سنگین و گاهی سیستم‌های تدافعی نصب می‌شود. البته معمولاً بوگ‌هامارها بدون اسلحه هستند.
بوگ‌هامارها معمولاً توسط نیروهای پارتیزانی برای حمله به سکوهای نفتی دور از ساحل و کشتی‌های تجاری مورد استفاده قرار می‌گیرند ٫ به‌طور قابل توجه این قایقها توسط ایران در جنگ نفت‌کش‌ها مورد استفاده قرار گرفته‌اند و اخیراً نیز توسط جنگجویان نیجریه‌ای، ببرهای تامیل و دزدان دریایی سومالی.